# شهرستان زیژوو
شهرستان زیژوو (به لاتین: Zizhou County) یک شهرستان‌های جمهوری خلق چین و تقسیمات کشوری در چین است که در یولین واقع شده‌است.
 شهرستان زیژوو ۲٬۰۴۳ کیلومتر مربع مساحت و ۱۷۳٬۹۸۶ نفر جمعیت دارد.